# استر (فیلم)
استر (انگلیسی: Esther) یک فیلم است به کارگردانی موریس الوی که در سال ۱۹۱۶ منتشر شد.